# Seznam mallorských králů

Erb mallorských panovníků

Toto je seznam mallorských králů.

## Monarchové z Mallorky
| Jméno                                      | Portrét   | Narození                                                                   | Sňatky | Smrt                                       |
| ------------------------------------------ | --------- | -------------------------------------------------------------------------- | --- | ------------------------------------------ |
| Jakub I. 1231–1276                         | James I   | 2. února 1208 Montpellier syn Petra II. Aragonského a Marie z Montpellieru | Eleanor 1221 1 dítě Jolanda Uherská 1235 10 dětí Tereza Gil de Vidaure 2 děti                                                                                                 | 27. července 1276 Valencie ve věku 68 let  |
| Jakub II. 1276–12861295–1311               | James I   | 1243 Montpellier syn Jakuba I. Aragonského a Jolandy Uherské               | Esclaramunda z Foix 1275 6 dětí | 1311 Palma de Mallorca ve věku 68 let      |
| Alfonso I. Alfons III. Aragonský 1286–1291 | Peter III | 1265 Valencie syn Petra III. Aragonského a Konstancie Sicilské             | svobodný | 18. června 1291 Barcelona ve věku 27 let   |
| Jakub III. Jakub II Aragonský 1291–1295    |           | 10. srpna 1267 Valencie syn Petra III. a Konstancie Sicilské               | Isabella Kastilská 1. prosince 1291 bez dětí Blanka z Anjou 29. října 1295 10 dětí Marie de Lusignan 15. června 1315 bez dětí Elisenda de Montcada 25. prosince 1322 bez dětí | 5. listopadu 1327 Barcelona ve věku 60 let |
| Sancho 1311–1324                           | Majorca   | 1276 syn Jakuba II. z Mallorky a Esclaramundy z Foix                       | Maria Neapolská 20. září 1304 bez dětí | 4. září 1324 Formiguera ve věku 48 let     |
| Jakub III. Mallorský 1324–1344             |           | 5. dubna 1315 Catania syn Ferdinanda Mallorského a Isabely Sabranské       | Constance of Aragon 2 děti Violant of Vilaragut 10. listopadu 1347 1 dítě | 25. října 1349 Llucmajor ve věku 34 let    |

## Uchazeči o trůn
Petr IV. Aragonský v roce 1344 království anektoval.
| Jméno                         | Portrét | Narození                                                            | Sňatky                                                                   | Smrt                                |
| ----------------------------- | ------- | ------------------------------------------------------------------- | ------------------------------------------------------------------------ | ----------------------------------- |
| Jakub IV. Mallorský 1349–1375 |         | 1335 Montpellier syn Jakuba III. Mallorského a Konstancie Aragonské | Johana I. Neapolská 26. září 1363 bez dětí                               | 20. ledna 1375 Soria ve věku 40 let |
| Isabella 1375–1403            | Majorca | 1337 dcera Jakuba III. Mallorského a Konstancie Aragonské           | Jan II z Montferratu 4. září 1358 5 dětí Konrád z Reischachu 1375 1 dítě | 1406 Francie ve věku 69 let         |